# فرانك باتلر (لاعب كرة قدم أمريكية)
فرانك باتلر (بالإنجليزية: Frank Butler)‏ هو لاعب كرة قدم أمريكية أمريكي، ولد في 3 مايو 1909 في بلومنجتون في الولايات المتحدة، وتوفي في 30 أكتوبر 1979 في مقاطعة كوك في الولايات المتحدة.

## وصلات خارجية
- فرانك باتلر على موقع مرجع كرة القدم المحترفة.كوم (الإنجليزية)